# Kortetjärvi (Gällivare socken, Lappland)
Kortetjärvi är en sjö i Gällivare kommun i Lappland och ingår i Råneälvens huvudavrinningsområde.